# Estación de Legazpia
La estación de Legazpia (en euskera y según Adif Legazpi) es un apeadero ferroviario situado en el municipio español homónimo en la provincia de Guipúzcoa, comunidad autónoma del País Vasco. Ofrece servicios de Media Distancia. Además, forma parte la línea C-1 de la red de Cercanías San Sebastián operada por Renfe. 

## Situación ferroviaria
La estación se encuentra en el punto kilométrico 561,256 de la línea férrea de ancho convencional que une Madrid con Hendaya a 411,80 metros de altitud. El tramo es de vía doble y está electrificado.

## Historia
La estación fue inaugurada el 20 de agosto de 1864 con la puesta en marcha del tramo Alsasua (Olazagoitia) – Beasáin de la línea radial Madrid-Hendaya. Su explotación inicial quedó a cargo de la Compañía de los Caminos de Hierro del Norte de España quien mantuvo su titularidad hasta que en 1941 fue nacionalizada e integrada en la recién creada RENFE. Desde el 31 de diciembre de 2004 Renfe Operadora explota la línea mientras que Adif es la titular de las instalaciones ferroviarias.

## La estación
Legazpia es un pequeño apeadero formado por dos andenes laterales y dos vías. Posee dos refugios en cada andén para resguardar a los viajeros. El cambio de uno a otro se realiza a nivel. 

## Servicios ferroviarios

### Media Distancia
La línea 25 de los servicios de Media Distancia de Renfe da servicio a la estación a razón de 3 relaciones diarias entre Irún y Vitoria en ambos sentidos. Algunos trenes proceden o continúan hasta Miranda de Ebro. Existen también conexiones con Madrid.
| Línea MD | Trenes | Origen/Destino |  | Destino/Origen          |
| -------- | ------ | -------------- |  | ----------------------- |
|          | MD     | Irún           |  | Madrid-Chamartín        |
| 25       | MD     | Irún           |  | Vitoria Miranda de Ebro |

### Cercanías
Los cercanías de la Línea C-1 de Cercanías San Sebastián tienen parada en Legazpia (20 de lunes a viernes, 17 los sábados y 15 los domingos).